# Resolució 1836 del Consell de Seguretat de les Nacions Unides
La Resolució 1836 del Consell de Seguretat de les Nacions Unides fou adoptada per unanimitat el 29 de setembre de 2008. Després d'observar la situació a Libèria, el Consell va decidir ampliar el mandat de la Missió de les Nacions Unides a Libèria (UNMIL) per un any més, fins al 30 de setembre de 2009, tot ajustant el seu desplegament autoritzat. Alhora va ratificar la recomanació del Secretari General d'una reducció de 1.460 efectius militars i la racionalització dels quatre sectors actuals en dos, que es durien a terme entre octubre de 2008 i març de 2009.
També va aprovar l'augment immediat de 240 policials, per tal de proporcionar experiència en camps especialitzats, suport operatiu a la policia regular i reacció a incidents urgents. El president del Consell va donar la benvinguda al nou representant permanent de la Xina, que es va comprometre amb altres membres i esperava amb interès la presidència de la Xina el proper mes.
El Consell va demanar al Secretari General que continués supervisant el progrés en els punts de referència de construcció de pau detallats en els seus darrers informes. Sobre la base d'aquest progrés, li va demanar que recomanés abans del 15 de febrer de 2009 altres ajustaments en el desplegament de la UNMIL, i incloure en el seu informe, en consulta amb el govern de Libèria, escenaris de llarg abast per a la retirada gradual de la tropes de la missió.